# Sniffles
Sniffles (Sifo en las historietas de la Editorial Novaro) es un personaje ficticio animado y de cómics de la serie Merrie Melodies de Warner Bros.

## Historia

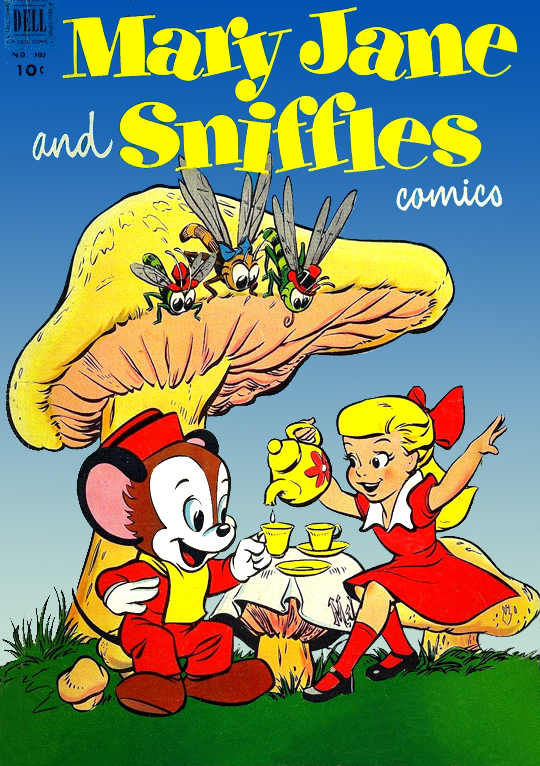
Portada de 1952 de Mary Jane and Sniffles (Mary Juana y Sifo). Para vivir las aventuras con Sniffles, Mary Jane se hacía tan pequeña como él echándose unos polvos mágicos y recitando un ensalmo: «Tofi, tufi, tifo, háganme tan chiquita como Sifo» («Poof poof piffles, make me just as small as Sniffles»).

Sniffles fue uno de los primeros personajes que Chuck Jones creó mientras trabajaba en el estudio de animación de Warner Bros., en 1939. El personaje fue diseñado por el veterano de Disney Charlie Thorson, conocido por diseñar personajes similares para Silly Symphonies de Disney. El diseño de Thorson era similar al personaje que hizo para Disney en 1936, el ratón del cortometraje premiado con el Oscar The Country Cousin. La cabeza de Sniffles es casi tan grande como su cuerpo, por lo que su cara domina su apariencia. Tiene ojos grandes, una nariz pequeña, y una sonrisa permanente. Sus orejas provienen de los costados de su cabeza, por lo que presenta una apariencia más humana que la estrella de Disney, Mickey Mouse. El personaje utiliza un gorro de marinero azul, pantalones azules, bufanda amarilla, y zapatos de color café. Su pelaje es café, siendo más claro en la cara.
Su primera aparición fue en el cortometraje animado Naughty but Mice de 1939, el que fue dirigido por Chuck Jones, aunque el protagonista de un corto anterior del director, The Night Watchman (1938), un gato llamado Tommy, fue su precursor en términos de diseño. En Naughty but Mice, Sniffles tiene frío y busca refugio. La voz del personaje es hecha por la actriz de voz Bernice Hansen.
Jones dirigió once dibujos animados protagonizados por el personaje, la mayoría mostraba a Sniffles en situaciones peligrosas. Por ejemplo, en "Sniffles Takes a Trip" (1940), un simple viaje se transforma en una pesadilla para el personaje. En algunos cortos aparecía acompañado de un ratón de biblioteca en un mundo donde los libros y juguetes cobraban vida, es el caso de "Toy Trouble" (1941). En otros simplemente se centraba la ternura del personaje. En "Bedtime for Sniffles" (1940), por ejemplo, el pequeño ratón quiere estar despierto en Navidad para ver a Santa Claus. Al final de la serie, Jones transformó a Sniffles en un incansable hablador que se volvía una molestia. Por ejemplo, en "The Unberable Bear", Sniffles interrumpe un robo con el simple hecho de molestar al ladrón. Jones deja su etapa "Disney" en los años 1940, centrándose en personajes más cómicos como Los tres osos y Hubie and Bertie. El último dibujo animado del ratón fue "Hush My Mouse" en 1946.
Sniffles fue rápidamente dejado de lado. Sin embargo, regresaría en el cómic Looney Tunes and Merrie Melodies Comics que comenzó en 1940 por Dell Comics (el escritor Chase Craig utilizó varios personajes menores para rellenar). En estos cómics Sniffles estaba junto a una niña llamada Mary Jane que podía encogerse con la ayuda de arena mágica o simplemente deseándolo. El artista Roger Armstrong dibujó la serie hasta que Al Hubbard se encargó en los años 1950. Esta serie continuó hasta 1961. Los cómics fueron publicados nuevamente por DC Comics. En México, la serie fue publicada como Mari Juana y Sifo por la Editorial Novaro. Era habitual en los números de El Conejo de la Suerte de esa editorial la sucesión de tres historietas: una del conejo, otra de otros personajes y una tercera que podía ser de cualquiera de las dos maneras. A las historietas de Mari Juana y Sifo les correspondía habitualmente el segundo lugar.  
La serie animada de televisión de 1990 Tiny Toon Adventures presentaba a un personaje similar a Sniffles llamado Li'l Sneezer, un ratón bebé que estornudaba con gran fuerza. Sniffles tuvo cameos en la película Space Jam (1996) y la serie The Sylvester and Tweety Mysteries (1995).